# Acrotylus elgonensis
Acrotylus elgonensis är en insektsart som beskrevs av Sjöstedt 1933. Acrotylus elgonensis ingår i släktet Acrotylus och familjen gräshoppor. Inga underarter finns listade i Catalogue of Life.